# Konoe (empereur)
Pour les articles homonymes, voir Konoe.
L'empereur Konoe (近衛天皇, Konoe Tennō, 16 juin 1139 – 22 août 1155) est le 76e empereur du Japon, selon l'ordre traditionnel de la succession. Il règne  nominalement du 5 janvier 1142 à sa mort, le pouvoir étant dans les faits exercé par son père, l'empereur émérite Toba.  Sa mère est l'impératrice consort Fujiwara no Nariko et son nom personnel prince Narihito (体仁).

## Biographie
En 1142, âgé de moins de 3 ans, Konoe monte sur le trône à la suite de son demi-frère Sutoku, forcé d'abdiquer par leur père Toba. Il « règne » jusqu'à sa mort en 1155 et il est enterré en Anrakuju-in. 
Konoe a 2 épouses (nyogo) : 
- Fujiwara no Tashi (1140-1202, fille de Fujiwara no Kin’yoshi et de Fujiwara no Goshi, ; fille adoptive de Fujiwara no Yorinaga; entrée au palais 9 février 1150 ; épouse impériale nyogo; 18 février 1150; impératrice (kōgō) 13 avril 1150 ; impératrice douairière (kotaigo) 11 décembre 1156 ; impératrice archidouairière 5 mars 1158 ; entrée au palais de l'empereur Nijo

- Fujiwara no Teishi; ° 1135; fille de Fujiwara no Koremichi et de Fujiwara no Genshi, fille de Fujiwara no Akitaka ; fille adoptive de Fujiwara no Tadamichi; adoptée en 1148 par Bifukumon –In ; entrée au palais 19 mai 1150 ; épouse impériale nyogo 26 mai 1150 ; impératrice (chugu) 18 juillet 1150 ; nonne Shojokan 13 septembre 1155 ; titrée kōgō 11 décembre 1156 ; impératrice douairière (kotaigo) 5 mars 1158 ; titrée Kujo–in 28 avril 1168 ; 23 octobre 1176.

## Èresde son règne
- Ère Eiji
- Ère Kōji
- Ère Ten'yō
- Ère Kyūan
- Ère Nimpyō
- Ère Kyūju